# Sowjetische Staatsbürgerschaft

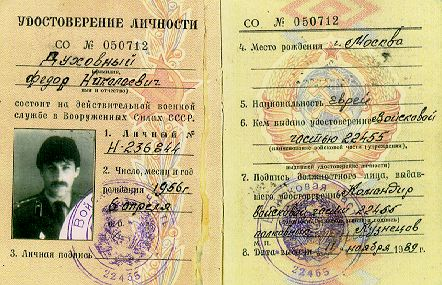
Sowjetischer Inlandsausweis von 1989, mit dem Vermerk der jüdischen Nationalität unter Punkt 5

Die sowjetische Staatsbürgerschaft war die Zugehörigkeit einer natürlichen Person zur Sowjetunion. Sie wurde im Artikel 7 der sowjetischen Verfassung von 1924 bestimmt, welcher eine einheitliche Unionsangehörigkeit für alle Bürger der Sowjetunion vorsah. Beide Partner in einer Mischehe wurden in Staatsangehörigkeitsfragen mit dem Gesetz vom 22. Oktober 1918 autonom.
In den Jahren des Aufbaus galt hinsichtlich Einbürgerungen das Prinzip der Korenisazija. Es genügte ein zweiseitiger Antrag beim örtlichen Sowjet, der eine Meldung an das Volkskommissariat für innere Angelegenheiten schickte. Zugleich schuf man in der Verfassung 1918, den bis 1936 bestehenden Status des Klassenfeindes (russisch лишенец lischenez). Hierunter fielen „Ausbeuter“ wie Händler, Makler oder Rentiers, Geistliche sowie zaristische Polizisten und Berufsoffiziere. Sie hatten kein Wahlrecht und waren vom Staatsdienst sowie ab 1924 Mitarbeit in Kolchosen und Genossenschaften ausgeschlossen. Hatten sie sich in den Augen des zentralen Exekutivkomitees als Werktätige bewährt, konnten sie zu Vollbürgern werden.
Rund ½ Million Russen, vor allem ehemalige Kriegsgefangene und weiße Truppen kehrten bis 1923 heim. Rund 300.000 armenischstämmige siedelten aus der Türkei um. Dazu kamen gut 20.000 Karelier. 1926 entschied man, viele der rund 168.000 Koreaner im fernen Osten en masse einzubürgern.
Ab 1926 wurden Einbürgerungen restriktiver gehandhabt. 1930 bis 1932 warb man 42.000 Qualifizierte im Ausland an.

## Staatsbürgerschaftsgesetz 1924
Das erste sowjetische Staatsbürgerschaftsgesetz erging am 29. Oktober 1924. Die Zuständigkeit, Staatsangehörigkeitsfragen zu entscheiden, lag beim zentralen Exekutivkomitee der Teilrepublik bzw. der Union.
Man definierte jede Person auf dem Gebiet der sowjetischen Unionsrepublik als Staatsangehörigen (ius soli), sofern sie ihre Ausländereigenschaft nicht nachgewiesen hatte.
Unabhängig vom Geburtsort wurde jedes Kind sowjetischer Bürger ab Geburt, wenn beide Elternteile diesen Status hatten (Abstammungsprinzip). War nur ein Elternteil Sowjetbürger, so galt dies nur bei Geburt in der UdSSR. Fand die Geburt im Ausland statt, hatten sich die Elternteile in einer Mischehe zu einigen.
Heiraten hatten nicht länger eine Auswirkung auf die Staatsbürgerschaft der Partner. Einheiratende konnten im vereinfachten Verfahren eingebürgert werden. Änderungen der Staatsangehörigkeit eines Elternteils wirkten sich nicht auf minderjährige Kinder aus. Wechselten beide Ehepartner die Staatsangehörigkeit, so betraf dies auch Kinder bis 14.
Einbürgerungen unterdrückter ausländischer Werktätiger der Arbeiterklasse, die aus politischen Gründen in das Arbeiter- und Bauernparadies geflohen waren, konnten vom Zentralkomitee des Gouvernements (russisch губе́рния gubernija) oder Oblast durchgeführt werden. Für Zuwanderer in Industrie und Landwirtschaft sollten Regelungen auf Republikebene ergehen. Im Lande lebenden Ausländern wurden, sofern sie der Arbeiterklasse zuzurechnen waren, dieselben politischen Rechte wie Staatsangehörigen zugestanden.
Verlust
Verlustig gehen konnte man der Staatsangehörigkeit:
- durch genehmigte Entlassung (ein Nachweis, dass dadurch keine Staatenlosigkeit eintrat, war bis 1977 nicht nötig)
- durch Option auf Basis eines völkerrechtlichen Vertrages (s. u.)
- als Strafe: Entzug durch Gerichtsurteil oder vor dem 6. Juli 1923 öffentlich bekanntgemachten Beschluss der Regierung einer der Teilrepubliken
- Nicht-Rückkehr ins Land trotz amtlicher Aufforderung

### Ausbürgerung von Emigranten und „weißen Russen“
Der Rat der Volkskommissare verfügte am 15. Dezember 1921, dass folgende Personen automatisch ihre Staatsbürgerschaft verloren:
- wer sich mehr als fünf Jahre im Ausland aufhielt und bis 1. Juni 1922 keinen sowjetischen Reisepass beantragt hatte.
- wer, außer den Vorgenannten, sich im Ausland aufhielt und nicht bei einer Vertretung angemeldet hatte.
- wer nach dem 7. November 1917 das Land ohne Erlaubnis verlassen hatte.
- wer gemäß den geschlossenen Abkommen für eine andere Staatsbürgerschaft optiert hatte.
- wer gegen die Sowjetmacht zu den Waffen gegriffen hatte oder konterrevolutionär tätig war.

Zum letzten Punkt gab es jedoch 1921/22 Rückkehrinitiativen, die es Mannschaften und Unteroffizieren der weißen Heere erlaubte, straffrei vor dem 1. Mai 1922 heimzukehren. Sie und eventuelle Familienmitglieder wurden auf ihre ideologische Zuverlässigkeit geprüft und durften nicht näher als 200 Werst an einer Landesgrenze wohnen.
Die Verordnung schuf etwa 1½ Millionen Staatenlose. Man war der Ansicht, dass Staatenlosigkeit ein Problem sei, das der empfangende Staat mit Mitteln seines einheimischen Rechts zu lösen habe.
Gerade im mandschurischen Harbin bildeten Russen die größte Bevölkerungsgruppe. Tausende lebten in der Zwischenkriegszeit auch als Bodensatz der Gesellschaft in den ausländischen Konzessionen Shanghais. Als die Japaner ab 1931 in der Mandschurei den Marionettenstaat Mandschukuo errichteten, wurden die Anträge auf Rückkehrerlaubnis häufiger.
Die Verbliebenen in der Mandschurei, Shanghai und Japan konnten ab 1946 die sowjetische Staatsangehörigkeit durch Vorsprache beim zuständigen Konsulat (wieder-)erwerben.

### Inlandspässe

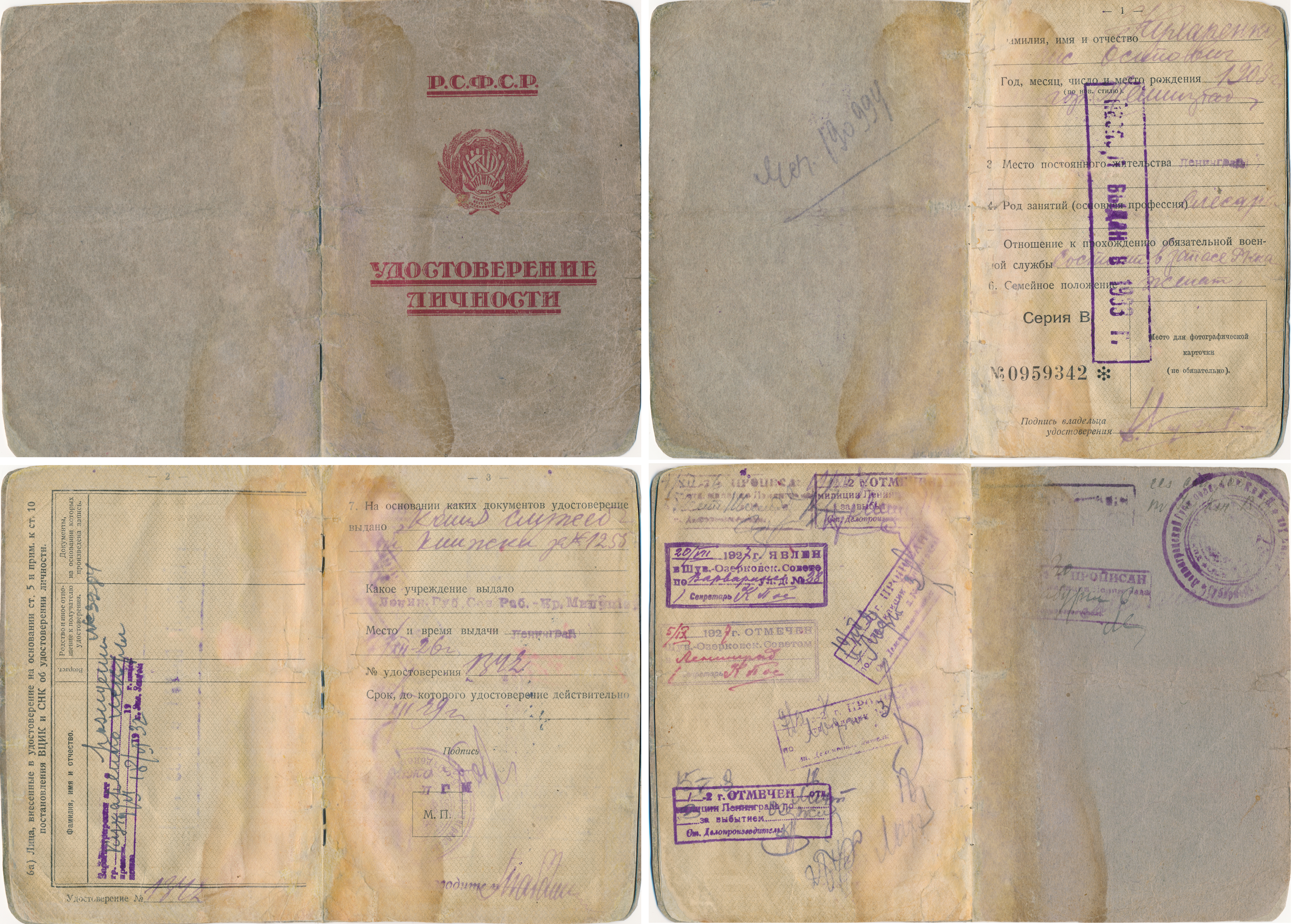
Sowjetischer Ausweis von 1926, mit dem Vermerk, dass 1933 ein Pass ausgestellt wurde.

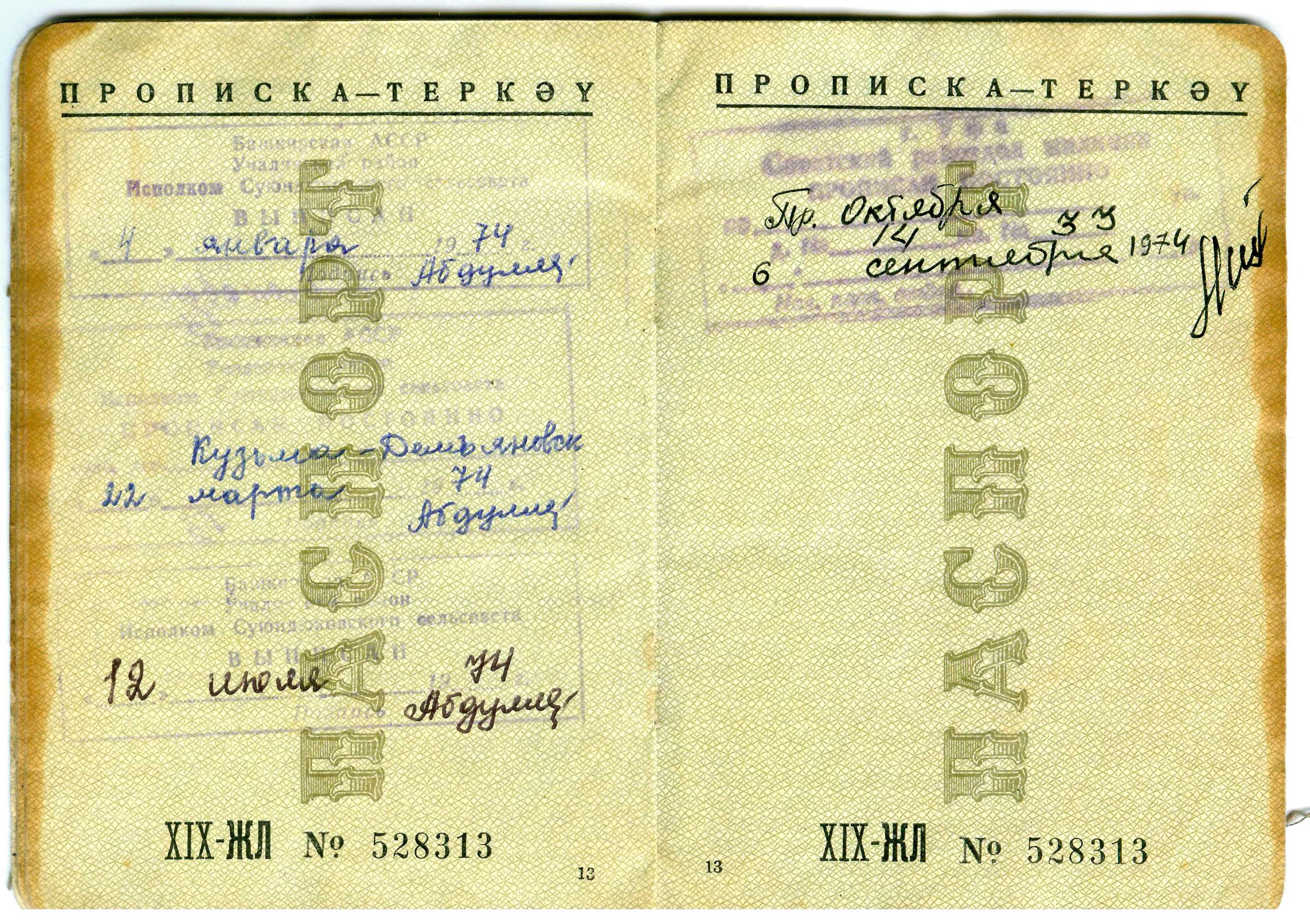
Sowjetischer Inlandspass aus dem Jahr 1959 mit Aufenthaltserlaubnis (in russischer und baschkirischer Sprache)

Die Bewegungsfreiheit im Lande wurde 1917–91 durch das System der Aufenthaltserlaubnisse (russisch пропи́ска propíska), Arbeitsbücher und Militärdienstbescheinigungen (wojenny bilet) kontrolliert.
Im 1933/1936 eingeführten System der Inlandspässe wurde auch die „Nationalität“ (национальность nazionalnost) des Inhabers genannt. Diese hatte keine direkte Auswirkung auf die Unionsbürgerschaft, wurde aber später in Fragen der Auswanderung, z. B. von Spätaussiedlern und jüdischen Emigranten von Bedeutung. Nach dem Zerfall der Sowjetunion konnte dem Eintrag entscheidende Bedeutung zukommen, ob ein Sowjetbürger volle Staatsbürgerschaft einer der Nachfolgerepubliken erhielt. Die Ausweise blieben bis 2002 auch als Nachweisinstrument für die neue russische Staatsangehörigkeit gültig.

## Völkerrechtliche Verträge
Kriegsbedingt hatten seit 1914 rund sechs Millionen zaristische Untertanen ihren Wohnsitz teilweise überstürzt wechseln müssen. Die im Westen neu unabhängigen Staaten im Baltikum und Polen mussten ab 1918 zwangsläufig ein starkes ius soli für Rückkehrer in ihre neuen Staatsangehörigkeitsgesetze einbauen. Am weitreichendsten ging man mit der lettischen und polnischen Staatsangehörigkeit. Im Bezug auf die baltischen Staaten regelten Verträge die Optionsmöglichkeiten der im jeweils anderen Land Lebenden.
Allgemein galt, dass Optanten sich in ihr gewähltes Land zu begeben hatten. Das galt auch für die im Vertrag mit dem osmanischen Reich für die Regionen Kars und Batumi geschlossenen Verträge. Die Sicherheitsorgane hatten ein Prüfungs- und Ablehnungsrecht, bevor sie die Entlassung aus der Staatsbürgerschaft befürworteten; Ablehnungen z. B. bei Soldaten waren üblich. Es gab eine Obergrenze für die Vermögensmitnahme. Viele Flüchtlinge, die keinen Wohnsitznachweis für den Stichtag 1. August 1914 hatten, fielen durch das Netz und wurden staatenlos. Besonders für Litauer und Esten kam es bis Ende 1922 zu Abschiebungen. Estland weigerte sich auch Optionen von Kommunisten und Juden zu akzeptieren, so dass diese staatenlos wurden.
Das Abkommen mit der Mongolei vom 3. Oktober 1924 über den Auszug tausender Burjaten setzte entsprechende Beschlüsse des zentralen Volkskomitees der UdSSR vom 27. September 1923 sowie der mongolischen Regierung vom 18. Juli 1923 um.
Die Sowjetunion ist den Übereinkommen über die Rechtsstellung der Staatenlosen und Übereinkommen zur Verminderung der Staatenlosigkeit nie beigetreten. Auch von ihren Rechtsnachfolgern haben dies bis 2019 nur vier bzw. fünf kleine Republiken getan.

## Staatsbürgerschaftsgesetz 1938
Die sowjetische Verfassung von 1936 bekräftigte in Art. 21 die Unionsbürgerschaft. Die nominell weiter bestehenden republikanischen Staatsangehörigkeiten blieben ohne praktische Bedeutung.
Das Staatsbürgerschaftsgesetz 1938 orientierte sich stärker am Abstammungsprinzip. Es war mit nur acht Artikeln sehr kurz. Nicht genau bestimmte Punkte entschied man auf administrativer Ebene. Bei Findelkindern ging man davon aus, dass sie ab Geburt Russen seien. Wer auf dem Gebiet der UdSSR wohnte, ohne Sowjetbürger zu sein, und eine Ausländereigenschaft nicht nachwies, galt nun als staatenlos.
Die Regelung über Geburten im Ausland fiel weg. Vereinfachte Verfahren waren nun nur noch per Sonderverordnung in Einzelfällen möglich. Ergebnis der Gesetzesänderung war auch, dass ausländische Einwohner der Arbeiterklasse ihr Wahlrecht verloren.
Der Verlustgrund ohne Sowjetpass fünf Jahre im Ausland lebend, war diskutiert worden, wurde aber nicht ins Gesetz geschrieben. Entlassung auf Antrag aus der Staatsbürgerschaft konnte nur der oberste Sowjet gewähren. Eine Entziehung durch Gerichtsurteil oder per Sonderverordnung des obersten Sowjets, nicht mehr der Exekutivkomitees der Republiken, blieb in Einzelfällen möglich.
Armenier, die gemäß den Regelungen vom 21. Oktober 1945 in die Sowjetrepublik Armenien heimkehrten, erhielten mit dem Tage ihrer Ankunft wieder die Sowjetbürgerschaft. Heiraten zwischen Ausländern und Sowjetbürgern waren von 1947 bis 1953 verboten.
Vermeidung der Doppelstaatlichkeit
Die Sowjetunion schloss mit mehreren Bruderländern Abkommen zur Verringerung der Doppelstaatlichkeit, z. B. der Mongolei und Nordkorea.
In Einzelheiten unterscheiden sich diese Verträge. Allgemein wird jedoch den Betroffenen eine Optionsfrist für eine der beiden Staatsangehörigkeiten zugestanden. Die beiden Länder tauschten über diplomatische Kanäle in festgelegten Zeitabständen entsprechende Namenslisten aus. Die Staatsbürgerschaftswechsel traten nach dieser Notifikation in Kraft. Manche Abkommen sahen auch ein Widerspruchsrecht der abgebenden Nation vor, ggf. innerhalb einer festgelegten Frist (3 Monate oder ein Jahr).

## Zugewonnene Gebiete
Polen
Nachdem der polnische Staat am 17. September 1939 untergegangen war, begann die Sowjetmacht neue West-ukrainische und West-weißrussische Bezirke zu organisieren. Nach Wahlen zur Volksversammlung am 22. Oktober wurde den Bewohnern zum 1./2. November 1939 per Verordnung die sowjetische Staatsbürgerschaft verliehen, abgesehen vom Wilna-Gebiet, das an Litauen abgetreten wurde.
Baltikum
Zwischen September 1939 und Juni 1941 kooperierten die Sowjetunion und das Deutsche Reich, um Deutsch-Balten ins Reich umzusiedeln. Die Betroffenen wurden nicht gefragt.
Nachdem die Regierung Litauens auf Druck formal am 15. Juni 1940 um Stellung eines sowjetischen Truppenkontingents gebeten hatte, folgten Estland und Lettland zwei Tage später. Die Vorbereitung dieser „Bitten um Beistand“ begann im Oktober 1939, als die Sowjetunion die Regierungen der souveränen baltischen Staaten zum Abschluss diktierter Verträge bewegte. Im August 1940 war der sowjetische Einfluss weit genug ausgebaut, um in den drei Staaten scheindemokratische Volksabstimmungen durchzuführen, deren Ergebnis dann jeweils ein Votum pro Eingliederung in die Sowjetunion war. Die Verordnung vom 7. September 1940 dehnte den Gültigkeitsbereich des Staatsangehörigkeitsgesetzes entsprechend aus. Das galt auch für die am 15. Dezember 1921 ausgebürgerten sowie die diskriminierten Minderheiten, denen die baltischen Staaten Bürgerrechte verweigert hatten. Sie galt auch für die Bewohner des abgetretenen Wilna-Gebiets.

Im Ausland lebende Balten durften sich bis 1. November 1940 in Konsulaten registrieren lassen. Für die in Lateinamerika Lebenden, die die Frist versäumt hatten, erlaubte die Verordnung vom 30. April 1948 eine Nachfrist bis 1. Juli 1949.
Für Litauer, die zum Stichtag 22. März 1939 im Memelland gelebt hatten, erging eine separate Verordnung 1947.
Bessarabien 1941
Die Gültigkeit des sowjetischen Staatsangehörigkeitsgesetze wurde schon per Dekret vom 8. März 1941 auf Bessarabien und die Bukowina ausgeweitet. Auch die Bessarabiendeutschen wurden ab 1941 ins Deutsche Reich umgesiedelt.
Karelien
In Folge des Winterkriegs 1939/40 verließ ein Großteil der finnischen Bewohner die Region Karelien. Nach dem Frieden von Moskau nutzten etwa vierhunderttausend Bewohner, das waren achtzig Prozent der Bevölkerung, die Option, nach Finnland überzusiedeln. Die Verbliebenen wurden mit der Errichtung der Karelo-Finnischen Sozialistischen Sowjetrepublik deren Bürger.
Karpatho-Ukraine
Tschechen und Slowaken, die 1946 in den vom Gebietstausch betroffenen Regionen der Karpatho-Ukraine erhielten die Option zur Ausreise, womit sie auch ihre sowjetische Staatsbürgerschaft verloren. Im Gegenzug einreisende Russen und Ukrainer wurden per Gesetz Sowjetbürger.
Sinkiang
In der Zwischenkriegszeit begaben sich etwa 300.000 Personen zentralasiatischer Herkunft, vor allem damals noch teil-nomadisierende Kasachen und Kirgisen, in die chinesische Region Sinkiang. Zwischen 1926 und 1945, der Warlord-Ära, war die Region praktisch regierungsfrei, der sowjetische Einfluss nahm zu. Mit Vertrag vom 14. August 1945 erkannte man die Souveränität des Kuomintang-Regimes an. Zu diesem Zeitpunkt waren etwa 200.000 der „Flüchtlinge“ heimgekehrt. Die Verbliebenen wurden, nachdem die chinesische Regierung Chruschtschow Ende 1959 als Revisionisten entlarvt hatte, zu einem der Zankäpfel zwischen den beiden Staaten.
Auswanderung von Juden
Die Vorschrift über die Ein- und Ausreise von 1959 wurde 1970 dahingehend geändert, dass Juden eine Sonderbehandlung zuteilwurde. Diese durften unter erleichterten Bedingungen, offiziell „zur Familienzusammenführung“, emigrieren. In den 1970er Jahren verließen gut ¼ Million der 2,2 Mio. sowjetischen Juden das Land. Vor Ausreise mussten sie ihre sowjetische Staatsangehörigkeit ablegen, waren also de jure staatenlos, da sie jedoch in Israel ein automatisches Recht auf Einwanderung hatten, stellte dies kaum ein Problem dar.

## Staatsbürgerschaftsgesetz 1978
Die neue sowjetische Verfassung von 1977 enthielt das Kapitel 6: „Die Staatsbürgerschaft der UdSSR; die Gleichberechtigung der Bürger“. Das im Jahr darauf verabschiedete neue Gesetz war mit 29 Artikeln sehr viel detaillierter als sein Vorgänger. Ausdrücklich bestimmt wurde wieder, dass jeder Angehöriger einer Republik auch Sowjetbürger ist. Inkrafttreten war zum 1. Juli 1979.
Entscheidungen über Einbürgerungs-, Wiederaufnahme- und Entlassungsanträge bereitete eine Dienststelle des Präsidium des Obersten Sowjets vor. An dieses wurden die Anträge von den regionalen OWIR-Dienststellen weitergeleitet. Die konsularische Abteilung des Außenministeriums und die Staatssicherheitsorgane gaben eine Stellungnahme ab. Eine Kommission des Präsidiums erließ dann einen Bescheid zu Annahme oder Ablehnung. Entlassungs- und Aureisegenehmigungen wurden somit weiterhin mit weitem Ermessensspielraum auf administrativer Ebene entschieden, gesetzliche Regeln, die über das Allgemeine im Kapitel V hinausgehen, fehlen.
Der am 27. Juni 1968 neu gefasste Art. 160 des Familiengesetzbuches nahm wortgleich die Bestimmung über den Erwerb der Staatsangehörigkeit für im Ausland geborene Kinder in Mischehen von 1924 wieder auf. Ob ein in einer Mischehe im Ausland geborenes Kind ab Geburt Sowjetbürger wurde, hing nun davon ab, ob ein Elternteil weiterhin einen Wohnsitz in der UdSSR hatte. Heirat und/oder Scheidung haben keinerlei Auswirkung auf die Staatsbürgerschaft eines Partners. Erstmals wurden Bestimmungen über die Rechtsfolgen von Adoptionen ins Gesetz aufgenommen.
Erstmals ausdrücklich erwähnt wird das Verbot der Doppelstaatlichkeit. Neu war, dass in der Sowjetunion geborene Kinder Staatenloser ab Geburt die Staatsbürgerschaft erhielten. Langer Auslandsaufenthalt hatte nicht (mehr) den (automatischen) Verlust der Staatsbürgerschaft zur Folge. Einbürgerungen blieben auch bei Auslandswohnsitz möglich.
Trat eine Änderung der Staatsbürgerschaft beider Elternteile ein, so galt dies automatisch auch für gemeinsame Kinder bis 14. Waren sie 15–18 Jahre alt, hatten sie ein Mitspracherecht. Wurde nur ein Elternteil Sowjetbürger, konnte es verlangen, dass sich die Einbürgerung auch auf Kinder (bis 14) erstreckt. Verlor nur ein Elternteil die sowjetische Staatsangehörigkeit, galt das nicht für Kinder.

## Staatsbürgerschaftsgesetz 1990
Das am 1. Januar 1991 in Kraft getretene Staatsbürgerschaftsgesetz von 1990 war sehr detailliert.
Die Entziehung wurde erschwert, neu hinzukam die Widerrufsmöglichkeit bei falschen Angaben im Einbürgerungsverfahren. Doppelstaatlichkeit blieb verboten. Verlustgründe waren nun fünfjähriger Auslandsaufenthalt ohne Anmeldung beim zuständigen Konsulat sowie Beschäftigung in einem ausländischen Staatssicherheitsorgan oder Militär.
Mit der Abspaltung der einzelnen Sowjetrepubliken erließen diese neuen Staaten auch ihre jeweiligen eigenen Regelungen bezüglich des Übergangs von der Sowjetischen Staatsbürgerschaft.